# Feldberg (Feldberger Seenlandschaft)
Feldberg ist ein Ortsteil der Gemeinde Feldberger Seenlandschaft im Südosten des Landkreises Mecklenburgische Seenplatte im Bundesland Mecklenburg-Vorpommern. Die Gemeinde grenzt unmittelbar an das benachbarte Bundesland Brandenburg. Feldberg erhielt 1919 das Stadtrecht und verzichtete 1999 als erste Stadt in Mecklenburg-Vorpommern auf die kommunale Selbstverwaltung. Seit 2015 ist Feldberg anerkannter Kneippkurort.

## Geografie

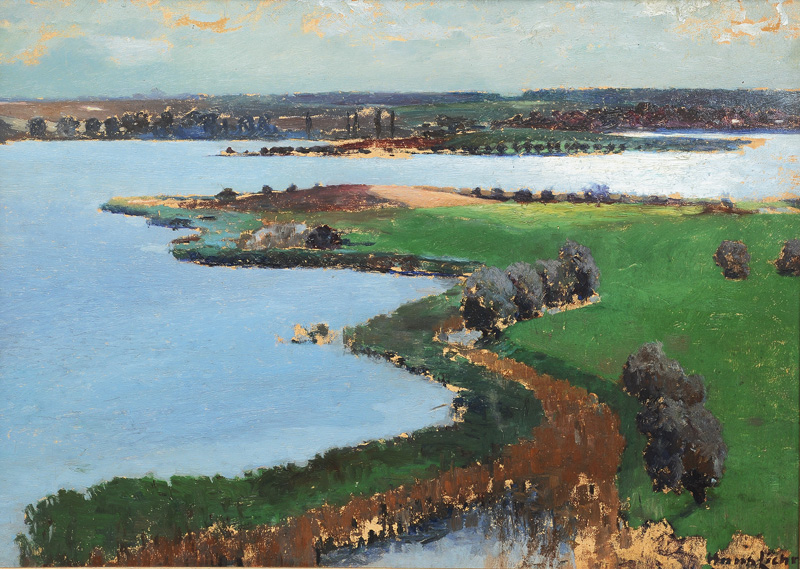
Feldberger Haussee (Ölgemälde Hans Licht, um 1930)

Feldberg liegt im Südosten Mecklenburg-Vorpommerns, an der Landesgrenze zu Brandenburg. Im Gemeindegebiet gibt es zahlreiche Seen, die zwischen der Mecklenburgischen Seenplatte und den Uckermärkischen Seen liegen. Die größten Seen sind der Breite Luzin, der Carwitzer See, der Schmale Luzin und der Feldberger Haussee. Das umgebende Endmoränengebiet ist zum Teil kuppig, es werden Höhen von über 150 Metern über NHN  erreicht. Feldberg liegt im Naturpark Feldberger Seenlandschaft.

## Geschichte

### Mittelalter
Erste Besiedlungsnachweise im Raum Feldberg stammen aus der Bronzezeit (um 1800–600 v. Chr.). Das Gebiet war bis zur Völkerwanderung germanisch besiedelt. Frühslawische Spuren aus dem 7./8. Jahrhundert wurden in einer gewaltigen Höhenburg auf dem Schlossberg bei Feldberg gefunden. Nach Ausgrabungen durch Carl Schuchhardt und Robert Koldewey 1922 glaubte man bis in die frühen 1950er Jahre hinein, dass hier das Slawenheiligtum Rethra gelegen habe. Inzwischen wurde diese Ansicht durch neue wissenschaftliche Erkenntnisse zweifelsfrei widerlegt. Die Keramikfunde vom Schlossberg zeigen aber einen besonders qualitätsvollen altslawischen Stil, der nach der von Ewald Schuldt aufgestellten Typologie slawischer Keramik in Mecklenburg als Feldberger Gruppe bezeichnet wird.
Die Burg Veltberg – als Sitz eines brandenburgischen Feudalherren – wurde im Jahr 1256 erstmals urkundlich erwähnt. Um die Burg entwickelte sich eine kleine dörfliche Siedlung. Burg und Siedlung gehörten damals zur Herrschaft Stargard.

### 1500–1800

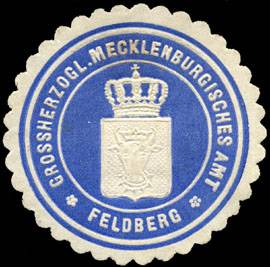
Siegelmarke des Domänenamtes Feldberg (zwischen 1850 und 1918)

Im Jahr 1519 wurde Feldberg Sitz eines herzoglich mecklenburgischen Verwaltungsamtes (Domänenamt). Unter dem Dreißigjährigen Krieg litt der Ort schwer. Von den 1000 Einwohnern im Amt Feldberg lebten 1639 nur noch drei Familien. Im Jahr 1801 waren es wieder 251 Einwohner.

### 1700–1900

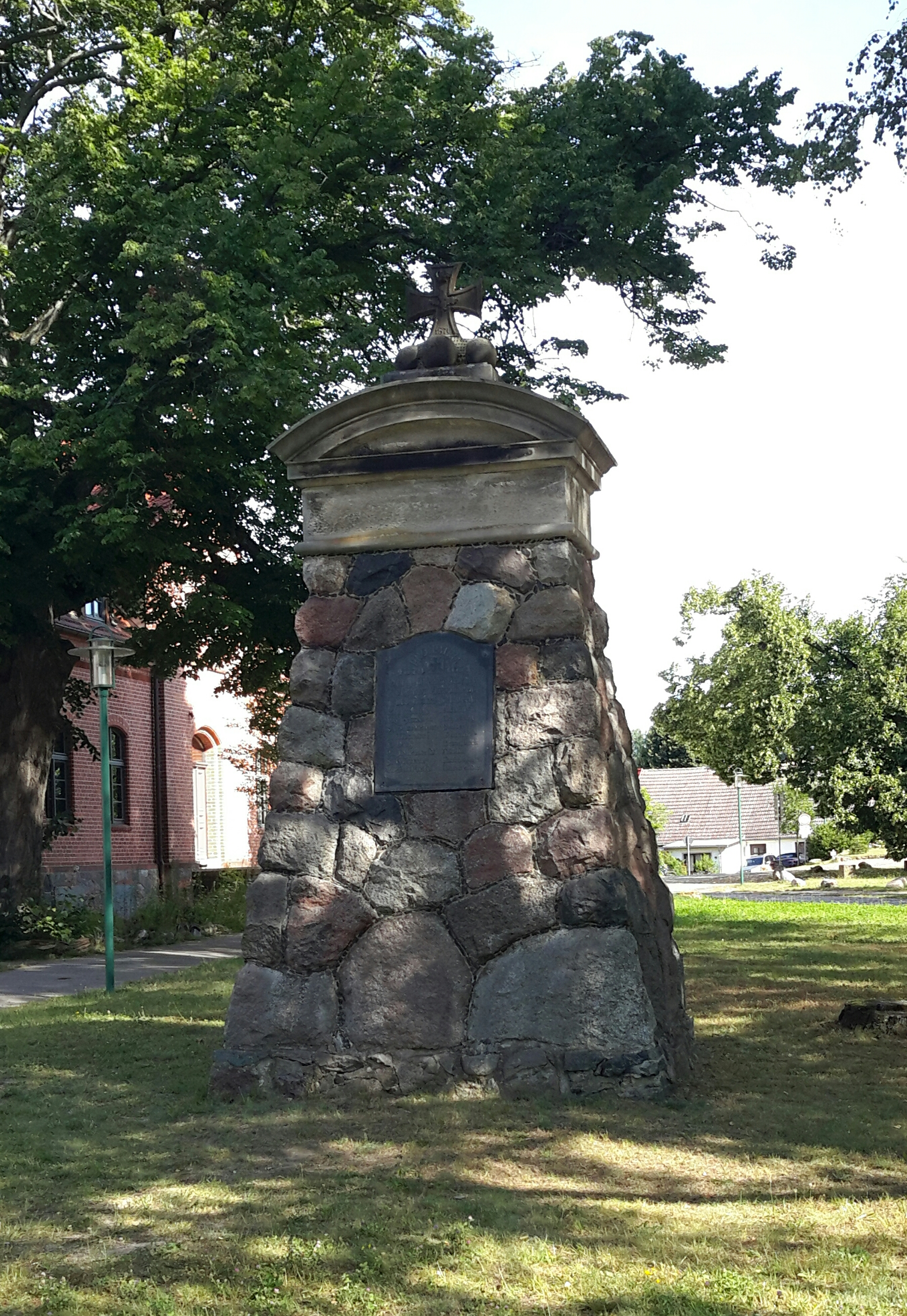
Denkmal für die im Deutsch-Französischen Krieg (1870–1871) Gefallenen auf dem Amtswerder

Um 1700 wurde eine Fachwerkkirche auf der Halbinsel Amtswerder errichtet.
Seit der Teilung Mecklenburgs durch den Hamburger Vergleich im Jahr 1701 gehörte Feldberg bis 1918 zum Landesteil (Herzogtum, Großherzogtum) Mecklenburg-Strelitz, dann zum Freistaat Mecklenburg-Strelitz und von 1934 bis 1952 zum Land Mecklenburg.
Im Jahr 1851 begann mit dem Bau einer Wasserheilanstalt der Kurbetrieb in Feldberg. Der Ort besaß zu dieser Zeit den Status eines Marktfleckens, einer mit besonderen Privilegien (v. a. mit Marktrecht) ausgestatteten dörflichen Siedlung. Durch die lange dörfliche Entwicklung fehlen Feldberg bis heute typisch städtische Strukturen, wie etwa ein Marktplatz oder ein historisches Rathaus.
Im Jahr 1869 erhielt der Ort „zum ersten Male Verbindung mit der Außenwelt auf fester Straße“. 1870 brannte die Fachwerkkirche auf dem Amtswerder ab. 1879 entstand das Amtsgericht Feldberg. Von 1872 bis 1875 wurde die neogotische Feldberger Stadtkirche errichtet.

### Neuere Zeit ab 1900
1910 erfolgte der Anschluss an das Bahnnetz als Endpunkt einer Nebenbahn aus Thurow. Die Strecke wurde um das Jahr 2000 stillgelegt.
Da die Siedlungsform Marktflecken nach Sturz der Monarchie im jungen Freistaat Mecklenburg-Strelitz keinen Bestand mehr hatte, erhielt Feldberg am 29. Juli 1919 das Stadtrecht und wurde eine der kleinsten Städte in Mecklenburg.
Während des Zweiten Weltkriegs wurde ein größeres Außenlager des KZ Ravensbrück errichtet, in dem weibliche Häftlinge zu Zwangsarbeit herangezogen wurden. An dieses Kapitel deutscher Geschichte erinnert in Feldberg nichts mehr.
Nach 1945 wurde auf Veranlassung des ersten Nachkriegsbürgermeisters, des Schriftstellers Hans Fallada, auf dem Schulplatz (Kreuzungsbereich vor dem heutigen Amtsgebäude) ein Denkmal für die Opfer des Faschismus errichtet, das in den 1970er Jahren einem Verkehrsprojekt zum Opfer fiel.
Am 1. Juli 1950 wurde die bis dahin eigenständige Gemeinde Neuhof eingegliedert. In Mechow wurde zu DDR-Zeiten ein Ferienlager errichtet.
Die Einwohnerzahl stieg durch den Zuzug von Flüchtlingen und Vertriebenen auf über 3.000. 1972 wurde Feldberg „Staatlich anerkannter Erholungsort“. Dadurch kamen zwischen 25.000 und 40.000 Urlauber jährlich in die Erholungseinrichtungen des Ortes. Nach der Wende, Anfang der 1990er Jahre gingen die Übernachtungszahlen drastisch zurück. Durch den Bau zweier Kurkliniken und den Ausbau der Infrastruktur konnten die Gästezahlen inzwischen stabilisiert werden.
Von 1952 bis 1990 gehörte Feldberg zum Kreis Neustrelitz im Bezirk Neubrandenburg. 1991 kam es zum Land Mecklenburg-Vorpommern, gehörte seit der Kreisgebietsreform von 1994 zum Landkreis Mecklenburg-Strelitz und nach der Kreisgebietsreform Mecklenburg-Vorpommern 2011 zum Landkreis Mecklenburgische Seenplatte. Der Ortskern wurde in den 1990er Jahren im Rahmen der Städtebauförderung saniert.
Zum 13. Juni 1999 verzichtete Feldberg als erste Stadt in Mecklenburg-Vorpommern auf seine Kommunalautonomie und ging in der Gemeinde Feldberger Seenlandschaft auf, die seither ihren Verwaltungssitz im Ortsteil Feldberg hat. Geschichtliche Entwicklungen ab 1999 werden deshalb bei der neu entstandenen Gemeinde beschrieben.

## Politik

### Wappen

Wappen der ehem. Stadt Feldberg

| | Blasonierung: „In Silber über blauem Schildfuß, darin drei silberne Wellen übereinander, eine rote Mauer mit einem gezinnten roten Turm zwischen zwei Mauerzinnen, der Turm mit einem quadratischen schwarzen Fenster.“ |
| Wappenbegründung: In dem Wappen soll mit dem Schildfuß auf die seenreiche Umgebung hingewiesen werden. Die Mauer mit dem Zinnenturm steht für den Ursprung des Ortes, die Grenzburg, von deren Turm noch ein Stumpf erhalten blieb. Durch die Fusion mehrerer Gemeinden verlor das Stadtwappen am 13. Juni 1999 seinen Status als Hoheitszeichen der Stadt Feldberg. Das Wappen wurde nach einem Vorschlag des Hauptarchivs Neustrelitz von Dr. Hans Witte gestaltet, 1928 angenommen und unter der Nr. 43 der Wappenrolle des Landes Mecklenburg-Vorpommern registriert. | |

### Flagge
Die ehemalige Stadt verfügte über keine amtlich genehmigte Flagge.

## Sehenswürdigkeiten

### Baudenkmale

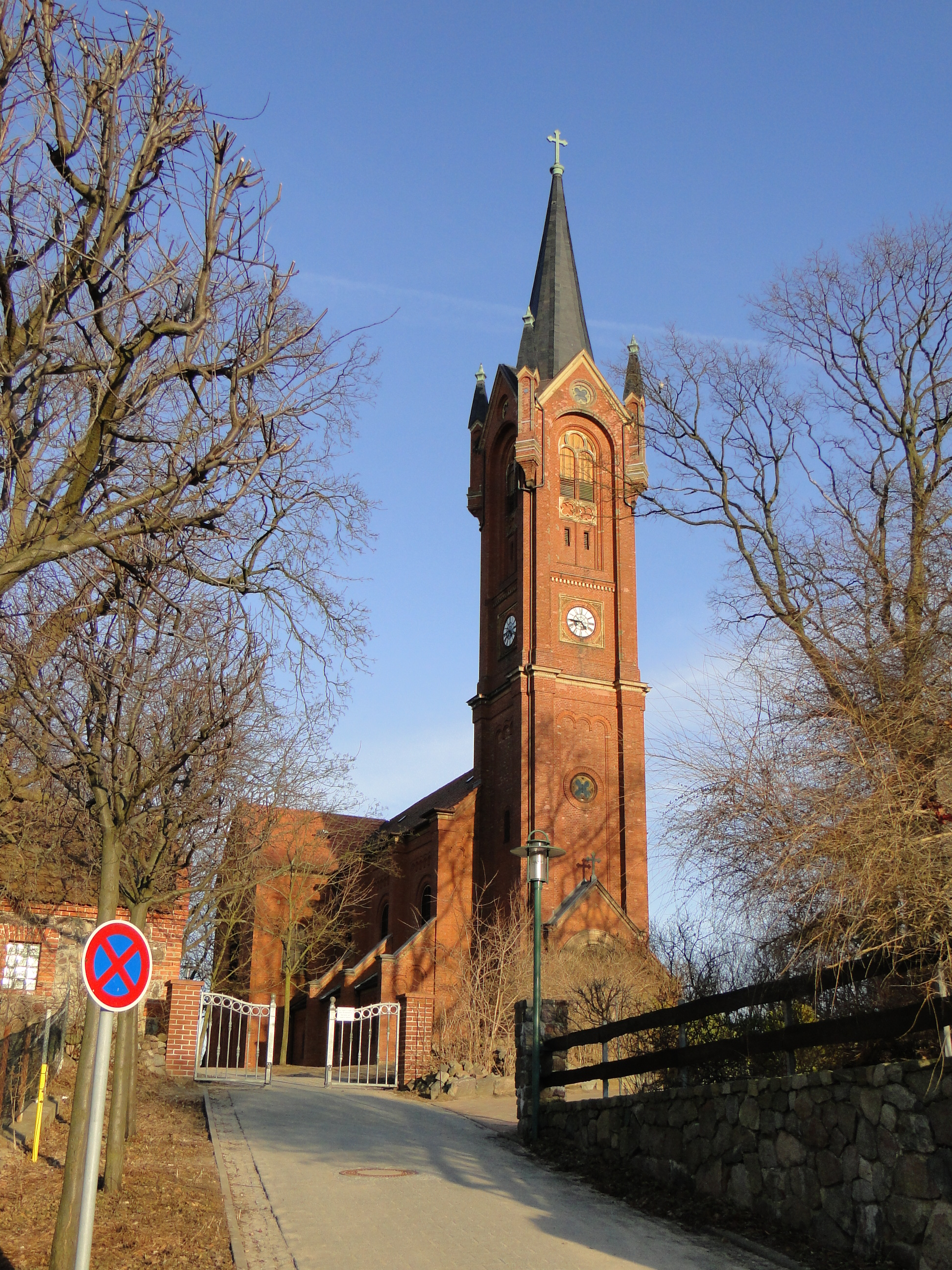
Stadtkirche Feldberg

In der Liste der Baudenkmale in Feldberger Seenlandschaft sind für Feldberg 29 Baudenkmale aufgeführt.

## Kultur
Im Jahr 1965 wurde der Feldberger Karneval Klub (FKK) gegründet, erster Präsident war Johannes Hübner („Hannes der Himmelhund“). Der Karneval fand zunächst in Carwitz und im Hotel Hullerbusch statt, bevor die Veranstaltung sich in Feldberg etablierte. Dort entstand der Schlachtruf „Schlaewitzberg Huneu“, der für die Ortsteile steht (Schlicht, Laeven, Carwitz, Feldberg, Hullerbusch, Neuhof). Es gibt über 100 Mitglieder und eine Kindertanzgruppe mit rund 30 Kindern, das Waldhotel Stieglitzenkrug ist seit den 2000ern das Stammhaus. In Feldberg gibt es zudem einen eigenen Rosenmontagsumzug, was eine Besonderheit für Mecklenburg-Vorpommern ist.
Das Clubkino besteht seit 1994 im Kulturhaus „Juri“; ein Jugendklub ist angeschlossen. Das Kino wird vom Filmklub betrieben als Teil und Vertretung des Landesverbandes Filmkommunikation Mecklenburg-Vorpommern.

## Persönlichkeiten

### Töchter und Söhne des Ortes
- Karl von Engel (1826–1896), Hof- und Verwaltungsbeamter im (Teil-)Großherzogtum Mecklenburg-Strelitz
- Gustav Oesten (1839–1924), Wasserbauingenieur, Rethra-Forscher
- Siegfried Schümann (1923–1974), Maler und Grafiker
- Horst Stolt (1933–2024), Politiker (SPD)
- Wolf-Dieter Firnhaber (1934–1981), Politiker (CDU)
- Gabriele Lewandowski (* 1960), Politikerin (SPD)

### Persönlichkeiten, die im Ort gewirkt haben
- Reinhard Barby (1887–1974), Natur- und Heimatforscher
- Anna Ditzen (1901–1990), erste Ehefrau von Hans Fallada
- Hans Fallada (1893–1947), Schriftsteller, war 1945/46 kurzzeitig Bürgermeister von Feldberg
- Charly Hübner (* 1972), deutscher Theater-, Film- und Fernsehschauspieler, wuchs in Feldberg auf
- Robert Kahn (1865–1951), Komponist und Musikhochschulprofessor, hatte von 1911 bis zu seiner Vertreibung 1939 seinen Landsitz bzw. Alterswohnsitz in der heutigen Jugendherberge
- Walter Karbe (1877–1956), Heimatforscher, suchte hier 1922 nach Rethra
- Friedrich Karl Kaul (1906–1981), besaß ein Sommerhaus in Feldberg
- Robert Koldewey (1855–1925), Prähistoriker, suchte hier 1922 nach Rethra
- Carl Schuchhardt (1859–1943), Prähistoriker, suchte hier 1922 nach Rethra
- Martin Neuhaus (* 1975), deutscher Schauspieler, lebte in Feldberg und gründete dort 2000 das Hotel Haus Seenland